# Балка Широка (притока Мжи)
Балка Широка (рос. б. Широкая) — балка (річка) в Україні у Валківській міській громаді Богодухівського району й Нововодолазькій селищній громаді Харківського району Харківської області. Права притока річки Мжи (басейн Азовського моря).

## Опис
Довжина балки приблизно 10 км, найкоротша відстань між витоком і гирлом — 9,9  км, коефіцієнт звивистості річки — 1 . Формується декількома балками та загатами. В переважній більшості балка пересихає.

## Розташування
Бере початок у селі Манили. Тече переважно на північний схід і на північно-західній околиці села Круглянки впадає у річку Мжу, праву притоку Сіверського Дінця.
Населкні пункти вздовж берегової смуги: Зайцівка, Козаченківка, Кобзарівка, Довжик, Шийки.

## Притоки
Від витоку до гирла:
- Балка Харченкова - ліва притока, починається у селі Минківка, тече переважно на північний схід і впадає у балку Широку на південному заході від села Мануйлове[3]
- Балка Довга - ліва притока, впадає південніше села Зайцівка.[4]
- Балка Волошин Яр - права притока, впадає між селами Мануйлівка та Довжик[5]

## Цікаві факти
- У минулому столітті на балці існувала газова свердловина[5].